# Wakfu Mag
Pour les articles homonymes, voir Wakfu.
Wakfu Mag, le magazine officiel des joueurs de Wakfu est un magazine bimestriel de la société Ankama Presse qui paraît de 2012 à 2013. Il est le périodique officiel du jeu vidéo Wakfu.
Il est aussi vendu en version numérique.

## Historique
Les premiers numéros font 112 pages et sont vendus à 7,90 €. Ils sont accompagnés d'une carte cadeau pour le jeu Wakfu. Le no 1 sort le 11 mai 2012,.
Son dernier numéro, le dixième, est publié en novembre 2013. Le contenu du magazine est en partie repris dans Dofus Mag, premier magazine de la société, à partir de février 2014,.